# Die Stahlhöhlen
Die Stahlhöhlen (Originaltitel: The Caves of Steel, Titel der ersten dt. Übersetzung: Der Mann von drüben) ist ein Science-Fiction- / Detektivroman des amerikanischen Autors Isaac Asimov. Das Buch wurde 1954 veröffentlicht und handelt von einem Mordfall an einem prominenten Robotiker, den der Polizist Elijah Baley gemeinsam mit seinem Roboterpartner R. Daneel Olivaw zu lösen hat. Obwohl die Handlung des Romans ein klassisches Whodunit ist, benutzt Asimov Science-Fiction-Elemente, um die Dystopie einer übervölkerten Erde und die Chancen und Gefahren intelligenter Roboter darin zu beleuchten. Der Roman gilt im Lebenswerk von Asimov als Brückenbuch zwischen seinen Roboter-Kurzgeschichten, welche in der nahen Zukunft spielen, und dem in ferner Zukunft spielenden Foundation-Zyklus.

## Handlung

### Szenario
Um das Jahr 5000 hat sich die Menschheit in zwei Teile aufgeteilt. Die Mehrheit der 8 Milliarden Menschen lebt in den Citys auf der Erde. Diese total übervölkerten, hermetisch abgeriegelten Kuppelstädte (die „Stahlhöhlen“) haben die Größe heutiger US-Bundesstaaten. Die Erdbewohner leiden alle unter Agoraphobie und können es nicht ertragen, den freien Himmel zu sehen. Im Weltraum hingegen leben die sogenannten „Spacer“, die mit Hilfe von Hyperraumflug und intelligenter Roboter ca. 50 fremde Planeten besiedelt und eine klinisch perfekte, hoch technisierte, aber auch sterile Gegenkultur erschaffen haben.
Die zwei dominierenden Weltanschauungen sind der Mediävalismus und der Modernismus. Mediävalisten lehnen den technischen Fortschritt im Allgemeinen und die Roboter im Besonderen ab. Sie streben nach einer naturverbundeneren Welt und haben die Vergangenheit als Vorbild, als Menschen und Natur noch dichter beieinander waren. Die Modernisten sehen eine bessere Zukunft nur im technischen Fortschritt und befürworten die Roboter. Die Bewohner der Citys sind überwiegend Mediävalisten, während die Spacer zum größten Teil Modernisten sind. Diese entgegengesetzten Weltanschauungen führen zu einer Feindschaft zwischen Spacern und Erdbewohnern.

### Zusammenfassung
Vor Beginn des Buches wird der Spacer-Robotiker Roj Sarton in Spacetown, der Enklave der Spacer auf der Erde nahe der Kuppelstadt New York, mit einer Energiepistole erschossen. Der Polizeichef Julius Enderby übergibt die Ermittlungen an seinen besten Mann, Polizist Elijah Baley. Die Spacer um Sartons Arbeitskollegen Han Fastolfe bestehen darauf, ihm einen ihrer humanoiden, telepathisch begabten Roboter als Partner zu geben, R. Daneel Olivaw. Dies missfällt Baley, der eine Abneigung gegen Roboter hat, und erschwerend kommt hinzu, dass Daneel dieselben Gesichtszüge wie sein Erbauer Sarton hat.
Im Hauptteil des Buches besuchen R. Daneel und Baley verschiedene Schauplätze in Spacetown und New York, wobei R. Daneel bei der Suche nach dem Killer seine Telepathie anbietet. R. Daneel demonstriert dies, indem er Enderbys Gehirnströme analysiert und feststellt, dass der Polizeichef unfähig ist, bewusst einen Menschen zu töten. Aufgrund der Spannungen zwischen Siedlern und Spacern geht man von einer kaltblütig geplanten Tat aus, so dass R. Daneel ein pathologischer Mörder mit einer solch auffälligen Waffe auffallen würde.
Doch Baley verdächtigt R. Daneel zunächst, eigentlich Roj Sarton zu sein und seinen Tod nur vorzutäuschen, bis R. Daneel buchstäblich seinen mechanischen Arm abschraubt. Dann glaubt der Polizist, dass der Roboter selbst den Mord an seinem Erschaffer begangen habe, bis ihm klar wird, dass der Android durch die Robotergesetze hierzu unfähig ist. Nach einiger Zeit ändert Baley seine Meinung über seinen Roboterpartner, und im Gegenzug beginnt R. Daneel, sich nicht nur mit abstrakter Logik, sondern auch mit menschlicher Moral zu befassen. Gemeinsam kommen sie einer mediävalistischen Sekte auf die Spur, die sich der Rückkehr der Menschheit zur Natur und dem Verzicht auf Roboter verschrieben hat. Es kommt zu immer größeren politischen Spannungen zwischen Spacern und Erdbewohnern, und Baley entdeckt, dass sowohl seine eigene Ehefrau Jessie als auch Enderby dieser mediävalistischen Sekte angehören.
Durch Daneels übermenschliche Wahrnehmungsfähigkeit und Baleys intuitiver Menschenkenntnis finden sie heraus, dass Enderby der Schuldige ist. In der Tatnacht schmuggelte er die Energiepistole nach Spacetown und wollte R. Daneel mit der Energiepistole zerstören, durch ein Versehen erschoss er stattdessen seinen Erschaffer Roj Sarton. Der Gehirnscan am Anfang der Story wies zwar nach, dass Enderby unfähig war, bewusst einen Menschen zu töten, aber ließ die Möglichkeit aus, dass er einen Menschen aus Versehen töten konnte. Als ihm R. Daneel und Baley trotzdem vergeben, bricht Enderby voller Selbstverachtung zusammen, und erklärt sich bereit, als Buße die Mediävalisten zu reformieren und für den Frieden zwischen Erdbewohnern und Spacern zu kämpfen. Am Ende bietet sich als Ausweg für die antagonistischen Ideologien und Situationen zwischen Erdbewohnern und Spacern: Das Besiedeln neuer Welten, auf denen Erdenbewohner einen Neuanfang mit Robotern wagen können.

### Haupt- und Nebencharaktere

#### Hauptcharakter
- Elijah „Lije“ Baley ist ein Kommissar im New York Police Department. Er hat eine Frau und einen Sohn. Er ist zwar kein überzeugter Mediävalist, hält aber nicht viel von Robotern. Ihm wird der Mordfall an Roj Sarton übertragen.
- R. Daneel Olivaw ist ein humanoider, telepathisch begabter Roboter, der von Roj Sarton konstruiert wurde. Ursprünglich war er für die Datensammlung programmiert, aber er hat zusätzlich eine juristische Programmierung bekommen. Er wird zu Baleys Partner.

#### Nebencharakter
- Bentley Baley ist der Sohn Baleys.
- Vince Barrett ist ein junger Mann, der früher bei der Polizei gearbeitet hat, bis er durch R. Sammy ersetzt wurde.
- Francis Clousarr ist Arbeiter auf einer Hefe-Farm und Mitglied einer mediävalistischen Sekte.
- Julius Enderby ist der Polizeichef der New Yorker Polizei. Er ist Anhänger einer mediävalistischen Sekte.
- Han Fastolfe ist ein Spezialist für Robotronik aus Spacetown, der auf dem Planeten Aurora geboren wurde.
- Dr. Anthony Gerrigel ist ein Spezialist für Robotronik aus Washington.
- Jezebel „Jessie“ Navodny ist Baleys Frau.
- R. Sammy ist ein Roboter, der im New Yorker Police Department arbeitet.
- Roj Nemennuh Sarton ist ein Spezialist für Robotronik aus Spacetown. Er wird vor Beginn des Buches ermordet.

## Hintergrund
Im Vorwort der amerikanischen Version dieses Buches erklärt Asimov, dass sein Verleger John W. Campbell ihm im Jahr 1952 vorschlug, eine Geschichte zu schreiben, in der „Roboter in einer übervölkerten Welt die Kontrolle übernehmen“. Als Asimov ablehnte, weil ihm dies zu deprimierend erschien, köderte ihn Campbell damit, dass er dies als Whodunit-Detektivstory schreiben solle. Als Kniff sollte ein menschlicher Detektiv einen Roboter-Partner kriegen, der im Notfall die Aufgabe für ihn übernähme. Asimov war von dieser Idee begeistert, schrieb seine Geschichte, und war sehr zufrieden damit.

### Theorien
Obwohl das Buch laut Asimov wie ein Whodunit geschrieben ist, benutzt er das Buch, um mehrere Annahmen über die zukünftige Gesellschaft zu machen. Wegen der Übervölkerung wird auf irdischer Seite menschliche Arbeitskraft zunehmend von Robotern ersetzt, was zu sozialen Spannungen führt. Anstelle von (Ressourcen verschwendenden) Automobilen gibt es ein Netz von Förderbändern, die die Bürger von A nach B bringen, und Asimov stellt Hefe als künftiges Grundnahrungsmittel vor, aus dem mit Hilfe von Geschmacks- und Konsistenzänderungsstoffen Fleisch-, Obst- und Gemüseersatz hergestellt wird. Arbeitsplätze, Wohngelegenheiten, Nahrungsmittel und Luxusgüter wie Tabak oder Alkohol sind streng rationiert. Die Siedler sind in einem Kastenwesen organisiert, das mehr Privilegien zulässt, je höher man steht.
Für die Spacer stellt sich Asimov vor, dass sie aufgrund technischer und medizinischer Fortschritte sowie sterilen Bedingungen auf den von ihnen terraformten Planeten rund 200 Jahre alt werden, doch völlig ihre Immunität gegen irdische Keime und Viren verlieren, weswegen sie auf der Erde selbst nur unter Lebensgefahr verkehren können. Außerdem haben die Spacer ein Lebensmodell entwickelt, das sehr einzelgängerisch ist.
Asimov stellt im Buch heraus, dass so keines der beiden Lebensmodelle auf Dauer lebensfähig ist. Die Erdbewohner würden irgendwann verhungern oder sich in einem Bürgerkrieg selbst zerfleischen, und die Spacer an schierer Sterilität zugrunde gehen. Nur wenn die Tatkraft der Erdbewohner sich mit der Technik der Spacer verbindet, wird die Menschheit vorangehen.
Bemerkenswert ist auch die Darstellung des Roboters R. Daneel Olivaw. Asimov, der die damals vorherrschenden Frankenstein-Darstellungen von Robotern (d. h. als Monster, die sich stets gegen ihre Erbauer wendeten und dabei immer starben) als unkreativ und langweilig empfand, postulierte schon vor dem Buch 1942 die sog. Robotergesetze, nach denen es Robotern in seinem Universum unmöglich ist, Menschen zu verletzen oder durch Untätigkeit zu schaden. Asimov entwirft Olivaw als ein sensibles, wenn auch sehr rational denkendes Wesen, das im Gegensatz zu seinem menschlichen Partner Baley aber auch frei von Rassismus und Vorurteilen ist. Als besonders interessant gilt, dass Asimov Olivaw feststellen lässt, dass pure Logik nicht immer zu Gerechtigkeit führt, er daher Konzepte moralischen Denkens entwickelt und damit über seine Programmierung hinausgeht.

### Einordnung in das Asimov-Gesamtwerk
Asimovs Hauptwerke sind die in einer nahen Zukunft spielenden Roboter-Geschichten (u. a. das bekannte Ich, der Robot), die die Auswirkungen intelligenter Roboter auf die Menschheit behandeln, sowie der weit im 10. Jahrtausend angesiedelte Foundation-Zyklus, eine epische Space Opera um die Zukunft der Menschheit an sich. Die Stahlhöhlen verbindet diese beiden Welten und beschreibt, dass die Menschheit Roboter als Werkzeug benutzt, um den Weltraum zu erforschen.

## Rezension
„Packend geschriebene, spannende Geschichten, die man nur ungern vor dem Ende aus der Hand legt. Gerade durch Asimovs eher lakonischen Stil erhalten die Schilderungen eine eindringliche Plastizität, die fast irritiert, weil sie so völlig unprätentiös daherkommt.“

## Ausgaben
- Erstveröffentlichung als Fortsetzungsroman: The Caves of Steel. In: Galaxy, 3 Teile ab Oktober 1953.
- Erstausgabe als Buch: The Caves of Steel. Doubleday, 1954.
- Deutsche Erstausgabe: Der Mann von drüben. Übersetzt von Werner Gronwald (als Mortimer Colvin). AWA (Astron-Bücherei), 1956.
- Neuübersetzung 1961: Der Mann von drüben. Übersetzt von Hansheinz Werner. Heyne-Bücher #90, München 1961, DNB 450151964.
- Neuübersetzung 1988: Die Stahlhöhlen. Übersetzt von Heinz Zwack (als Heinz Nagel). Heyne (Bibliothek der Science Fiction Literatur #71), 1988, ISBN 3-453-02757-4. Zuletzt als: Die Stahlhöhlen. Heyne, 2016, ISBN 978-3-453-52794-2.
- Doppelband mit dem Roman Die nackte Sonne: Die Stahlhöhlen. Heyne, 1997, ISBN 3-453-12767-6

## Verfilmung
Die Stahlhöhlen wurde 1964 von der BBC verfilmt. Peter Cushing spielte die Rolle des Elijah Baley, und John Carson die von Daneel Olivaw.